# 光子時代
光子時代(Photon epoch)は、初期宇宙の進化において、光子が宇宙のエネルギーの大半を占めていた時代である。光子時代は、ビッグバンの約10秒後に、レプトンと反レプトンの大部分が対消滅してレプトン時代が終わった後に始まった。光子時代の最初の数分間に元素合成が行われて原子核が生成した。光子時代の残りの期間、宇宙は原子核、電子、光子からなる熱く濃いプラズマに満たされていた。ビッグバンの約38万年後、宇宙の温度は、原子核が電子と結合して中性原子を形成できるほどに下がった。その結果、光子は物質と頻繁に相互作用することはなくなったことから、宇宙が晴れ上がり、宇宙マイクロ波背景放射が形成され、その後構造形成が起こった。